# Bugny
 Bugny  es una comuna y población de Francia, en la región de Franco Condado, departamento de Doubs, en el distrito de Pontarlier y cantón de Montbenoît.
Su población en el censo de 1999 era de 115 habitantes.
Está integrada en la Communauté de communes du Canton de Montbenoît .

## Demografía
| 81 | 88 | 79 | 94 | 108 | 115 |
| Para los censos de 1962 a 1999 la población legal corresponde a la población sin duplicidades (Fuente: INSEE [Consultar]) |    |    |    |     |     |